# Reload
«ReLoad» — сьомий студійний альбом американського хеві-метал-гурту Metallica, був випущений 18 листопада 1997 лейблом Elektra Records. По суті він є продовженням Load, випущеного минулого року, а також останнім студійним альбомом колективу в записі якого взяв участь басист Джейсон Ньюстед. Reload дебютував під номером один у Billboard 200, продавши 436 000 копій за перший тиждень і був       сертифікований, як тричі платиновий Американською Асоціацією Компаній Звукозапису.

## Про альбом
Reload був записаний у The Plant, обшитій деревом студії в Саусаліто, Каліфорнія. Продюсером запису виступив Боб Рок, який продюсував попередні два лонгплея Metallica. Початкова ідея полягала в тому, щоб випустити Load і ReLoad як подвійний альбом, однак через проблеми з записом такої кількості пісень одночасно група вирішила випустити іншу половину пісень наступного року (ReLoad це і є друга половина).
Говорячи про сесії запису в інтерв’ю для Guitar World, гітарист Кірк Гемметт заявив:
|  | Ми збиралися випустити їх обидва як подвійний альбом, але не хотіли проводити так довго в студії. Крім того, якби ми зробили подвійний альбом, було б більше матеріалу для перетравки його людьми, і частина пісень могла загубитися. |

Це останній студійний альбом Metallica, який містив склад епохи ...And Justice for All, з басистом Джейсоном Ньюстедом, який залишив групу в січні 2001 року, хоча це не був його останній реліз з групою.
Reload став першим альбомом із запрошеною співачкою (Маріанна Фейтфулл у «The Memory Remains»).
«Better than You», «Slither», «Bad Seed», «Where the Wild Things Are», «Prince Charming» і «Attitude» ніколи не були виконані гуртом наживо.

## Обкладинка
Автором обкладинки платівки, як і у випадку з Load, є Андрес Серрано. На ній зображено суміш бичачої крові та власної сечі художника. Тому твір має назву «Кров і сеча XXVI» (в оригіналі «Piss and Blood XXVI»). 

## Відгуки
Стівен Томас Ерлевайн з AllMusic вважає, що запис вартий уваги, і зазначив, що на нього сильно вплинув сатерн-рок. Він не схвалюває ідею сиквелу «The Unforgiven II», але високо оцінив співпрацю з Маріанною Фейтфулл над «The Memory Remains». Ден Снірсон з Entertainment Weekly заявив, що Reload «продовжує шлях Metallica до зрілості, граючи зі свіжими мелодійними текстурами» і «також відмовляється від деяких різких хуків і важкості, що стискає кишки»
Лоррейн Алі з Rolling Stone висловила думку, що корінням альбому є важкий метал, незважаючи на те, що на деякі пісні вплинув «блюзовий рок-н-рол». Вона сказала, що Reload не є найкращим для Metallica, але назвала його сходинкою у спадщині гурту. З іншого боку, журнал Musician описав альбом як «жирний, драйвовий, ліричних і ритмічних хуків і звукових викривлень». Видання вважає, що це «зображує одну з найкращих рок-груп на піку».
Канадський журналіст Мартін Попофф поскаржився на «нудний, незакінчений, нереалізований» сонграйтинг у багатьох піснях, але похвалив продюсування та грув альбому.
У 2020 році музичний журнал Metal Hammer включив його до списку «10 найкращих альбомів 1997 року».
За перший тиждень було продано понад 436 000 копій ReLoad, внаслідок чого він очолив Billboard 200, де пробув 75 тижнів. До грудня 2009 року було продано трохи більше чотирьох мільйонів копій у Сполучених Штатах. Американська Асоціація Компаній Звукозапису (RIAA) присвоїла йому тричі платиновий статус за доставку трьох мільйонів копій. Альбом також досяг другого місця в канадському чарті і отримав двічі платиновий статус від Music Canada.

## Список композицій
Автор слів Джеймс Гетфілд. 
| #   | Назва                       | Автор                                     | Тривалість |
| --- | --------------------------- | ----------------------------------------- | ---------- |
| 1.  | «Fuel»                      | Kirk Hammett, James Hetfield, Lars Ulrich | 4:30       |
| 2.  | «The Memory Remains»        | Hetfield, Ulrich                          | 4:39       |
| 3.  | «Devil's Dance»             | Hetfield, Ulrich                          | 5:19       |
| 4.  | «The Unforgiven II»         | Hetfield, Ulrich, Hammett                 | 6:37       |
| 5.  | «Better than You»           | Hetfield, Ulrich                          | 5:22       |
| 6.  | «Slither»                   | Hetfield, Ulrich, Hammett                 | 5:13       |
| 7.  | «Carpe Diem Baby»           | Hetfield, Ulrich, Hammett                 | 6:12       |
| 8.  | «Bad Seed»                  | Hetfield, Ulrich, Hammett                 | 4:05       |
| 9.  | «Where the Wild Things Are» | Hetfield, Ulrich, Jason Newsted           | 6:54       |
| 10. | «Prince Charming»           | Hetfield, Ulrich                          | 6:05       |
| 11. | «Low Man's Lyric»           | Hetfield, Ulrich                          | 7:37       |
| 12. | «Attitude»                  | Hetfield, Ulrich                          | 5:16       |
| 13. | «Fixxxer»                   | Hetfield, Ulrich, Hammett                 | 8:15       |

## Учасники запису
Metallica
- Джеймс Гетфілд – вокал, ритм-гітара, гітарне соло на «Carpe Diem Baby», продюсування
- Кірк Геммет — соло- і ритм-гітара[19]
- Джейсон Ньюстед — бас-гітара
- Ларс Ульріх – ударні, продюсування

Додаткові музиканти
- Маріанна Фейтфулл – додатковий вокал у «The Memory Remains»
- Бернардо Бігаллі – скрипка на «Low Man's Lyric»
- Девід Майлз – херді-герді на «Low Man's Lyric»
- Джим Макгілверей — перкусія

Виробництво
- Боб Рок – продюсування
- Браян Доббс – звукоінженер
- Ренді Стауб – звукоінженер, зведення
- Бернардо Бігаллі – асистент звукоінженера
- Даррен Гран – асистент звукоінженера, цифрове редагування
- Кент Матке – асистент звукоінженера
- Гарі Вінгер – асистент звукоінженера
- Майк Фрейзер – зведення
- Джордж Маріно – мастеринг
- Пол ДеКарлі – цифрове редагування
- Майк Гілліс – цифрове редагування
- Енді Ейрфікс – дизайн
- Андрес Серрано – дизайн обкладинки
- Антон Корбейн – фотографії

## Чарти
| Чарт (1997–98)                                       | Найвища позиція |
| ---------------------------------------------------- | --------------- |
| Австралія Australian Albums (ARIA)                   | 2               |
| Австрія Austrian Albums (Ö3 Austria)                 | 1               |
| Бельгія Belgian Albums (Ultratop Flanders)           | 4               |
| Бельгія Belgian Albums (Ultratop Wallonia)           | 14              |
| Канада Canadian Albums (Billboard)                   | 2               |
| Danish Albums (Hitlisten)                            | 2               |
| Нідерланди Dutch Albums (MegaCharts)                 | 3               |
| European Albums (Billboard)                          | 2               |
| Фінляндія Finnish Albums (Suomen virallinen lista)   | 1               |
| Франція French Albums (SNEP)                         | 3               |
| Німеччина German Albums (Offizielle Top 100)         | 1               |
| Угорщина Hungarian Albums (MAHASZ)                   | 2               |
| Irish Albums (IRMA)                                  | 5               |
| Italian Albums (FIMI)                                | 6               |
| Нова Зеландія New Zealand Albums (Recorded Music NZ) | 1               |
| Норвегія Norwegian Albums (VG-lista)                 | 1               |
| Шотландія Scottish Albums (OCC)                      | 6               |
| Spanish Albums (AFYVE)                               | 5               |
| Швеція Swedish Albums (Sverigetopplistan)            | 1               |
| Швейцарія Swiss Albums (Schweizer Hitparade)         | 3               |
| Велика Британія UK Albums (OCC)                      | 4               |
| США Billboard 200                                    | 1               |

| Чарт (2021)                 | Найвища позиція |
| --------------------------- | --------------- |
| Польща Polish Albums (ZPAV) | 11              |

| Чарт (1997)                             | Позиція |
| --------------------------------------- | ------- |
| Australian Albums (ARIA)                | 32      |
| Austrian Albums (Ö3 Austria)            | 44      |
| Belgian Albums (Ultratop Flanders)      | 39      |
| Belgian Albums (Ultratop Wallonia)      | 64      |
| Dutch Albums (Album Top 100)            | 100     |
| European Top 100 Albums (Music & Media) | 73      |
| French Albums (SNEP)                    | 40      |
| German Albums (Offizielle Top 100)      | 48      |
| Swedish Albums (Sverigetopplistan)      | 17      |

| Чарт (1998)                             | Позиція |
| --------------------------------------- | ------- |
| Australian Albums (ARIA)                | 75      |
| Belgian Albums (Ultratop Flanders)      | 79      |
| Dutch Albums (Album Top 100)            | 58      |
| European Top 100 Albums (Music & Media) | 51      |
| German Albums (Offizielle Top 100)      | 30      |
| US Billboard 200                        | 12      |

| Чарт (2021)          | Позиція |
| -------------------- | ------- |
| Polish Albums (ZPAV) | 48      |

## Сертифікації
| Регіон | Сертифікація  | Продажі    |
| --- | ------------- | ---------- |
| Аргентина (CAPIF) | Платиновий    | 60 000^    |
| Австралія (ARIA) | 2× Платиновий | 140 000^   |
| Австрія (IFPI Austria) | Золотий       | 25 000*    |
| Бельгія (BEA) | Золотий       | 25 000*    |
| Канада (Music Canada) | 2× Платиновий | 200 000^   |
| Фінляндія (IFPI Finland) | Платиновий    | 45,271     |
| Франція (SNEP) | Золотий       | 100 000*   |
| Німеччина (BVMI) | 5× Золотий    | 1 250 000  |
| Нідерланди (NVPI) | Золотий       | 50 000^    |
| Нова Зеландія (RIANZ) | Платиновий    | 15 000^    |
| Польща (ZPAV) | Платиновий    | 100 000*   |
| Іспанія (PROMUSICAE) | Платиновий    | 100 000^   |
| Швеція (IFPI Sweden) | Платиновий    | 80 000^    |
| Швейцарія (IFPI Switzerland) | Платиновий    | 50 000^    |
| Велика Британія (BPI) | Золотий       | 100 000^   |
| США (RIAA) | 3× Платиновий | 3 000 000^ |
| Підсумки |               |            |
| Європа (IFPI) | 2× Платиновий | 2 000 000* |
| *продажі, що базуються лише на сертифікаціях · ^відвантаження, що базуються лише на сертифікаціях · продажі+прослуховування, що базуються лише на сертифікаціях |               |            |